# Xã Elder, Quận Cambria, Pennsylvania
Xã Elder (tiếng Anh: Elder Township) là một xã thuộc quận Cambria, tiểu bang Pennsylvania, Hoa Kỳ. Năm 2010, dân số của xã này là 1.038 người.